# 劉璋
劉璋（？—220年），字季玉，荊州江夏竟陵（今属湖北省天门市）人，為漢朝宗室，汉景帝之子鲁恭王劉餘裔孙竟陵侯的後裔。東漢末年三国时代割据军阀之一。繼父親劉焉擔任益州牧，振威將軍，後為劉備所敗投降，被迫离开益州，病逝於荊州。

## 生平
劉璋為劉焉幼子。母费氏，是后来娶了刘璋女儿的费观的族姑。中平五年（188年），刘焉向汉灵帝建言设立州牧总管各地军政大权，自己出任益州牧，而刘璋与兄长刘范、刘诞都留在京城，只有刘瑁随刘焉入蜀。刘璋后来出任奉车都尉，受朝廷派遣诏谕刘焉，刘焉就把他留下不再返回朝中。194年，刘范在长安与马腾密谋进攻权臣李傕，泄露之后与刘诞一起被杀，而刘璋则得以幸免。刘焉的世交议郎庞羲保护刘焉的几个孙子，送入益州。刘焉因为逝子之痛，又逢绵竹城中大火，不得已迁治成都，背疽发作逝世。
刘焉本屬意三子劉瑁為繼承人，但他死後，益州官吏赵韪認為刘璋温仁軟弱容易控制，于是上书推举他继掌益州刺史，得朝廷诏为益州牧。将领沈弥、娄发、甘宁起事反对刘璋，被赵韪打败后奔荆州。建安五年（200年），被刘璋派遣屯兵防御刘表的赵韪反动叛乱，蜀地多处响应，幸得刘焉之前收容荆州、三辅流民建立的“东州兵”拼力死战，才平息了叛乱，杀赵韪于江州。
劉璋為人懦弱，赤壁之战时听从掌握朝廷的曹操号令出兵助战。曹操兵败后，刘璋趁临江郡空虚，派袭肃等占领秭归和巫县，但在不久后的夷陵之战中，孙权部将甘宁夺取夷陵，袭肃即率三百军投降甘宁。原本依附于刘焉的漢中張魯驕縱，不聽劉璋號令，於是劉璋殺張魯母弟，雙方成為仇敵，劉璋派龐羲攻擊張魯，戰敗。
此后又有曹操將前來襲擊的消息。在內外交逼之下，劉璋聽信手下张松、法正之言，迎接劉備入益州，想藉劉備之力，抵抗張魯、曹操。不料此舉乃引狼入室，劉備不久借故攻擊劉璋，法正又為劉備內應，劉璋麾下兩名將軍白水军督杨怀、高沛被劉備所殺。
雙方戰爭歷時兩年左右，期間劉璋軍殺死了劉備軍軍師龐統，使得劉備陷入苦戰。後來諸葛亮、張飛、趙雲三路援軍由荊州支援劉備，並成功將劉璋圍困成都內，並派簡雍勸降劉璋。广汉督邮朱叔贤和兄弟策划出城投降，被处决，刘璋逼迫朱叔贤妻张昭仪改嫁给士兵，张昭仪自杀；蜀郡太守许靖想越城出逃，也被察觉，刘璋因为自己就要败亡了，没有处置。
當時成都尚有精兵三萬，錢糧可以支撐一年，軍民都主張死戰，但当时张鲁部下猛将马超也投降了刘备并加入围城，屯兵城北，刘璋為人懦弱。他說：「父子在州二十餘年，無恩德以加百姓。百姓攻戰三年，肌膏草野者，以璋故也，何心能安！」然後陪同簡雍開城投降。開城之時，城中之人莫不流淚。刘璋治下望风而降。劉備把劉璋遷至公安，並將財物歸還於他，再佩振威將軍印信。
後來孫權殺關羽，獨得荊州。孫權以劉璋為益州牧，駐於秭歸，但是不久病死。

## 後嗣
- 劉循，劉璋長子，娶庞羲之女，曾經在劉備攻益州時，在雒城駐守抵抗劉備的攻勢長達一年，劉璋投降後，由于岳父庞羲的推荐，一直在蜀汉任职，拜為奉車中郎將。
- 劉闡，一名緯，劉璋次子，隨父劉璋到荊州居住，後來劉備失荊州，劉闡曾經於蜀漢雍闿等地作亂之時，再被東吳任命為益州刺史，驻守在交州、益州边境。诸葛亮平南蛮後，劉闡歸吳，官至御史中丞。
- 刘氏，刘璋女，嫁费观。
- 劉敞[需要消歧义]，劉璋曾孫，不仕，為羅尚所殺[3]。

## 评价
- 王粲：「璋性寬柔，無威略，東州人侵暴舊民，璋不能禁，政令多闕，益州頗怨。」（《英雄記》）
- 诸葛亮：“刘璋暗弱，张鲁在北，民殷国富而不知存恤，智能之士思得明君。”（《三国志·蜀书·诸葛亮传第五》）
- 彭羕：「僕昔有事於諸侯，以為曹操暴虐，孫權無道，（劉璋）振威闇弱，其惟主公（劉備）有霸王之器...」（《三国志·蜀书·彭羕傳》）
- 陈寿：“璋才非人雄，而据土乱世，负乘致寇，自然之理，其见夺取，非不幸也。”（《三国志·蜀书·刘二牧传第一》）
- 范晔：“璋能闭隘养力，守案先图，尚可与时推移，而遽输利器，静受流斥，所谓羊质虎皮，见豹则恐，吁哉！”（《后汉书· 刘焉袁术吕布列传第六十五》）
- 常璩：“刘焉器非英杰，图射侥幸；璋才非人雄，据土乱世，其见夺取，陈子以为非不幸也。”（《华阳国志·卷五·公孙述刘二牧志》）
- 《益州耆旧传》：“璋懦弱多疑，不能党信大臣。”（《三国志·蜀书·刘二牧传第一》）
- 张璠：“刘璋愚弱而守善言，斯亦宋襄公、徐偃王之徒，未为无道之主也。张松、法正，虽有君臣之义不正，然固以委名附质，进不显陈事势，若韩嵩、刘先之说刘表，退不告绝奔亡，若陈平、韩信之去项羽，而两端携贰，为谋不忠，罪之次也。”（《三国志·蜀书·刘二牧传第一》）
- 叶适：“刘璋虽暗懦，然国富民盛，守之以恩，无所得罪也。”（《习学记言》）
- 郝经：“焉利本颠，堕剥维城。璋尤庸闇，迁夺犹轻。”（《续后汉书》）
- 罗贯中：“四海鲸吞百战秋，堪嗟季玉少机谋。当时若听黄、王谏，安得西川属那刘！”
- 李清植：“焉、璋以枝叶之亲，而阴怀攘窃之志，汉帝既尝收戮其二子，则亦与于叛乱之者数也。”
- 毛宗岗：“厚为无用之别名，非忠厚之无用，忠厚而不精明之为无用也。刘璋失岂在仁，失在仁而不智耳。”
- 蔡东藩：“刘璋暗弱，即使不迎刘备，亦未必常能守成；益州不为备有，亦必为曹操所取耳。”

## 藝術形象

### 漫畫
- 《蒼天航路》（王欣太）
- 《火鳳燎原》（陳某）

### 影视
- 中國大陸中國中央電視台電視劇《三國演義》（1994年）：梁振亚
- 中國大陸電視劇《三国》（2010年）：李跃民
- 中國大陸電視劇《武神赵子龙》（2016年）：王正佳

## 延伸阅读
[在维基数据编辑]
 《三國志·卷31》，出自陳壽《三國志》
 在维基共享资源阅览影像、分类
1. ↑  《元和姓纂·卷五·劉》：【竟陵】魯恭王餘裔孫，章帝封為竟陵侯，因家，焉後漢末益州牧生璋，其後無聞
2. ↑  《弘明集》卷8：昔张子鲁汉中解福.....丑声遐布远达岷方。刘璋教曰「夫灵仙养命，犹节松霞，而厚身嗜味，奚能尚道？」子鲁闻之，愤耻意深，罚其扫路。
3. ↑  《华阳国志·卷八·大同志》「(太安二年)夏四月，(羅)尚殺隠士劉敞。敞，故州牧劉璋曾孫也，隱居白鹿山，高尚皓首未嘗屈志，亦不預世事。」